# Fujiwara no Kishi
Fujiwara no Kishi, (née en 1252 – décédée le 26 mai 1318), est une impératrice consort du Japon. Elle est l'épouse de l'empereur Kamenaya.

## Source de la traduction
- (en) Cet article est partiellement ou en totalité issu de l’article de Wikipédia en anglais intitulé « Fujiwara no Kishi » (voir la liste des auteurs).